# Площадь Свободы (Тихвин)

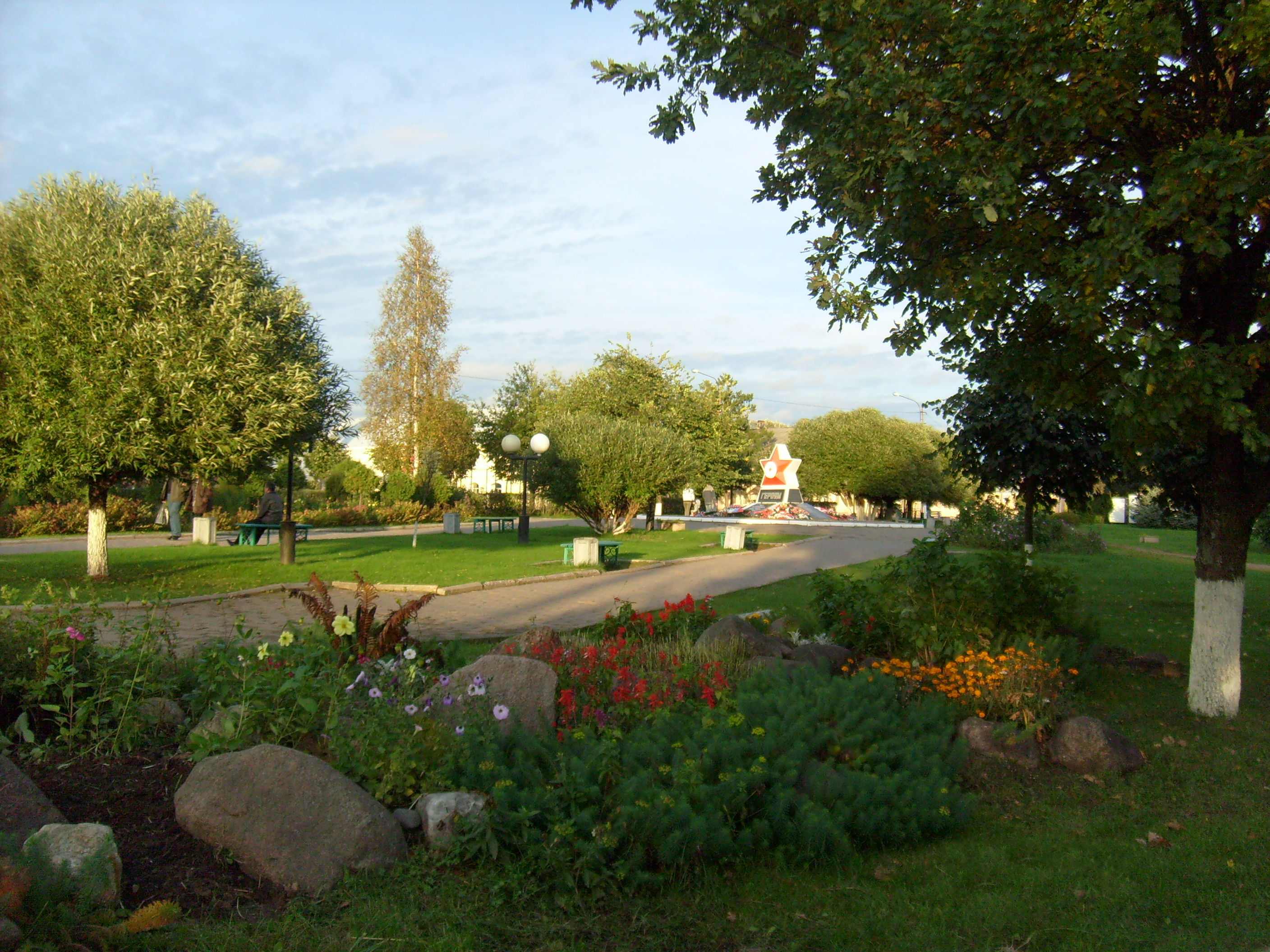
Площадь Свободы

Площадь Свободы (ранее Торговая) — главная площадь города Тихвина. Она находится в старой части города и образуется пересечением улицы Карла Маркса и Советской улицы. Ранее она была торговым центром, вокруг которого сеткой расположены линии улиц.

## История площади
Первое упоминание о Пречистенском погосте на реке Тихвинке в Новгородской республике относится к 1383 г. В Воскресенской летописи содержится рассказ о явлении иконы Богоматери, впоследствии получившей название Тихвинской, и строительстве деревянной Успенской церкви.
В конце XV века около церкви, построенной в честь чудесно явившейся иконы Божией Матери, возник небольшой монастырь. В 1510 году по распоряжению великого князя Московского Василия Ивановича в Тихвине вместо существовавшего до тех пор деревянного храма стали возводить большой каменный Успенский собор, завершенный в 1515 году. Для строительства, которое велось на средства местного монастыря, были присланы мастера из Москвы и Новгорода; руководство стройкой поручили новгородцу Дмитрию Сыркову.
Тихвинский погост в XVI веке стал местом пересечения нескольких важных торговых дорог. Здесь проходил ближайший путь по суше от берегов Невы, от городов Орешек и Ладога (ныне Петрокрепость и Старая Ладога) к Москве и сухопутная дорога от Новгорода к побережью Онежского озера и далее к Белому морю; имелся и удобный водный путь — по рекам Тихвинке и Сяси к Ладожскому озеру. Благодаря такому скрещению торговых путей Тихвин в XVI веке стал развиваться как торговое селение, обслуживавшее сначала ближайшие окрестности, а затем и более отдаленные уголки Новгородской земли. Жители Тихвинского погоста, ранее бывшие только крестьянами, стали больше заниматься торговлей.